# Luigi Carnera

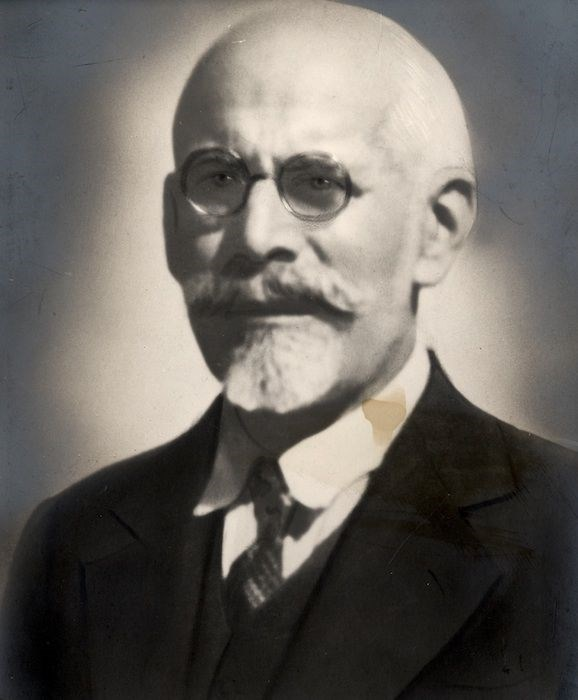
Luigi Carnera

Luigi Carnera (* 14. April 1875 in Triest, heutiges Italien; † 30. Juli 1962 in Florenz, Italien) war ein italienischer Astronom und Entdecker von 16 Asteroiden (Kleinplaneten).
In den frühen Jahren seiner Laufbahn war er als Assistent von Max Wolf in Heidelberg tätig. Aus dieser Zeit datieren die von ihm (teilweise zusammen mit Wolf) entdeckten Asteroiden. Er arbeitete in Deutschland, Italien und Argentinien, bevor er 1908 endgültig nach Italien zurückkehrte.
Carnera übernahm 1919 die Leitung des Observatoriums von Triest, das gerade erst nach dem Ersten Weltkrieg von Italien annektiert worden war. Später, im Jahre 1932, wurde er Direktor des Osservatorio Astronomico di Capodimonte in Neapel bis zu seinem Ruhestand 1950. Das Observatorium war während des Zweiten Weltkrieges zeitweise von britischen und amerikanischen Truppen besetzt, um hier eine Radarstation in Betrieb zu nehmen.
Am 2. Juni 2015 wurde ein Asteroid nach Luigi Carnera benannt: (39653) Carnera.
| (466) Tisiphone a | 17. Januar 1901    |
| (469) Argentina   | 20. Februar 1901   |
| (470) Kilia       | 21. April 1901     |
| (472) Roma        | 11. Juli 1901      |
| (476) Hedwig      | 17. August 1901    |
| (477) Italia      | 23. August 1901    |
| (478) Tergeste    | 21. September 1901 |
| (479) Caprera     | 12. November 1901  |
| (480) Hansa a     | 21. Mai 1901       |
| (481) Emita       | 12. Februar 1902   |
| (485) Genua       | 7. Mai 1902        |
| (486) Cremona     | 11. Mai 1902       |
| (487) Venetia     | 9. Juli 1902       |
| (488) Kreusa a    | 26. Juni 1902      |
| (489) Comacina    | 2. September 1902  |
| (808) Merxia      | 11. Oktober 1901   |
| - a mit Max Wolf  |                    |